# Plaza de Cascorro
La plaza de Cascorro es un espacio público del barrio de Embajadores en el distrito Centro de Madrid. Así llamada desde 1941 en recuerdo del cerco de Cascorro durante la Guerra de independencia de Cuba. Situada en la cabecera del Rastro de Madrid, confluyen en ella nueve calles: Estudios, Duque de Alba, Juanelo, Embajadores, Maldonadas, San Millán, Ruda, Amazonas y la Ribera de Curtidores.

## Historia
Pedro de Répide, siguiendo el relato de Mesonero Romanos, describe el espacio que originó esta plaza asímetrica en la plazuela del duque de Alba que en el siglo xviii ocupaba los aledaños de la vieja plaza del Rastro, y las desordenadas calles del arrabal de San Millán (antiguas calles del Cuervo y de San Dámaso –junto a la de Juanelo–, y las aún existentes de Embajadores, los Estudios e inicio de la cuesta descendente de la populosa Ribera de Curtidores, avenida central del mercadillo del Rastro. Anota Répide que este abigarrado y castizo conjunto urbano fue pintado por Francisco de Goya en cartones como El ciego de la guitarra, La cometa o El cacharrero, y usado por Ramón de la Cruz como escenario habitual de sus sainetes dieciochescos.
Por acuerdo municipal del 16 de agosto de 1913 se renombró en honor del presidente de la Primera República española, Nicolás Salmerón, que quedó ampliada al derribarse la manzana popularmente conocida como ‘el tapón’ (entre la referidas antiguas calles del Cuervo y San Dámaso). Perdió tal nombre en 1941, al inicio de la posguerra española.

## El monumento

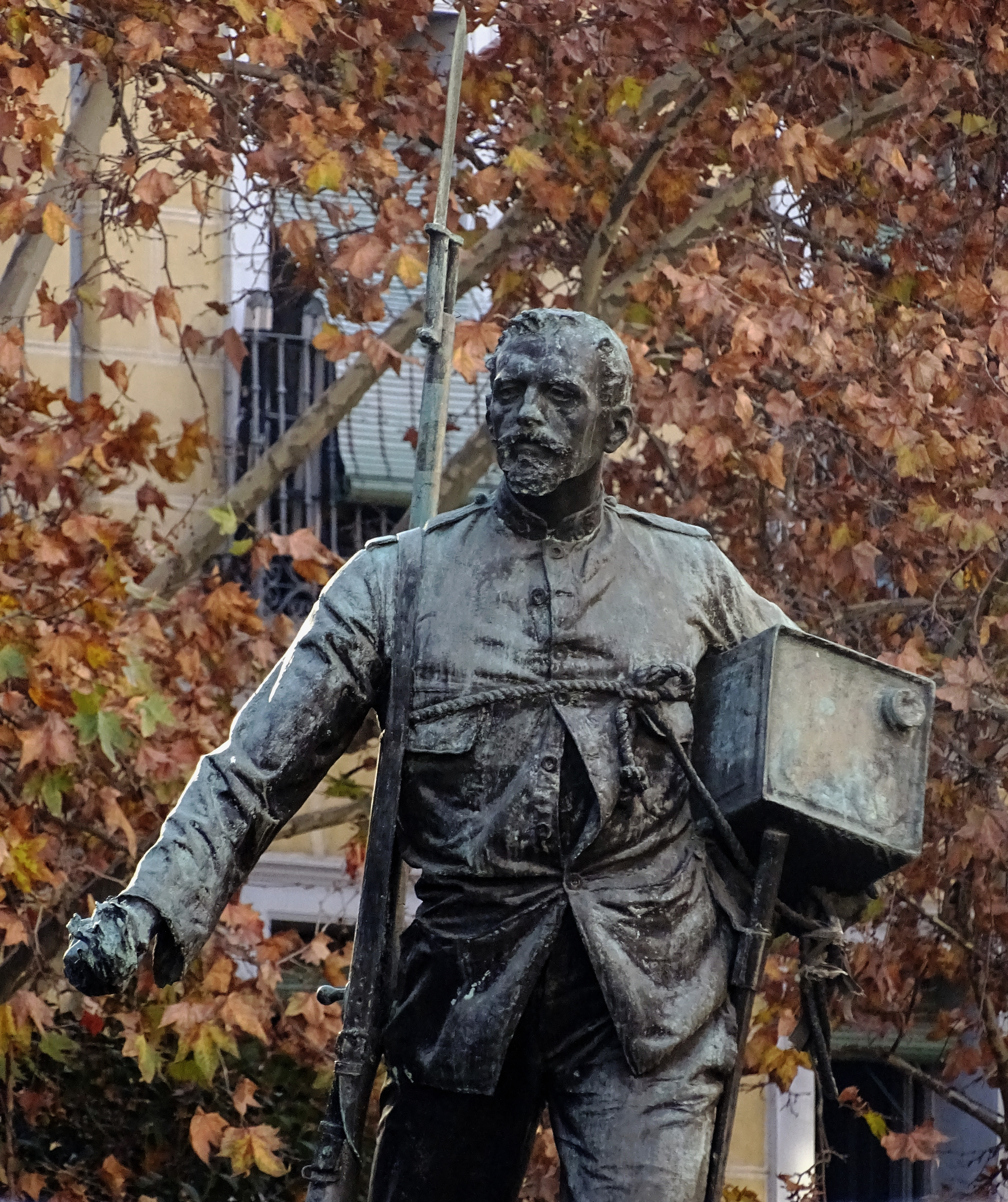
Monumento a Eloy Gonzalo, alias el “Héroe de Cascorro”.

Instalado en el lugar que ocupaba la cruz del Rastro, e inaugurado el 7 de junio de 1902, el monumento a los héroes de Cascorro de 1896, con la estatua de Eloy Gonzalo realizada en bronce por Aniceto Marinas con pedestal de José López Sallaberry, representa al temerario soldado con una lata de petróleo y el torso rodeado de una cuerda. La dualidad entre el nombre de la plaza y el personaje esculpido en el monumento, generó la confusión de identificar, por ignorancia, el soldado de la escultura con la batalla en la que participó).

## Edificios notables
Sede de Silvialand

## Galería

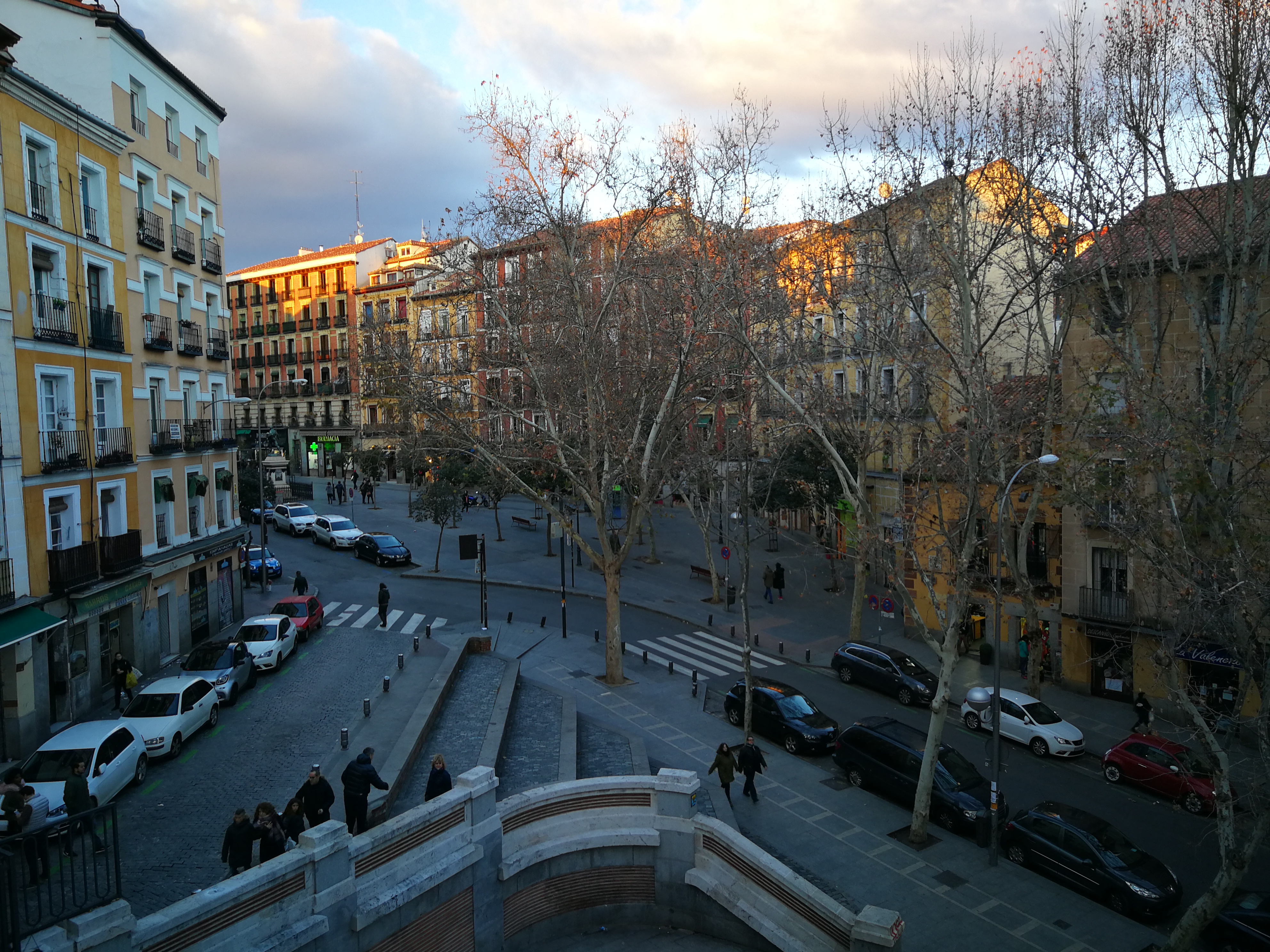
Plaza de Cascorro. Madrid.
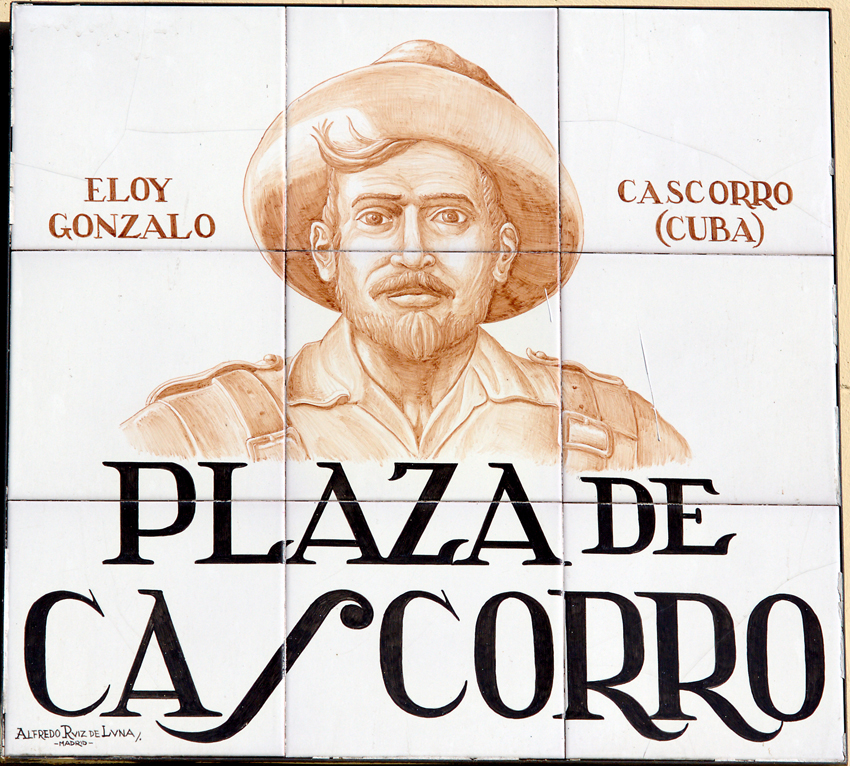
Plaza de Cascorro. Madrid.